# GCM2
GCM2 (англ. Glial cells missing homolog 2) – білок, який кодується однойменним геном, розташованим у людей на короткому плечі 6-ї хромосоми. Довжина поліпептидного ланцюга білка становить 506 амінокислот, а молекулярна маса — 56 610.
| 10         |  | 20         |  | 30         |  | 40         |  | 50         |
| ---------- |  | ---------- |  | ---------- |  | ---------- |  | ---------- |
| MPAAAVQEAV |  | GVCSYGMQLS |  | WDINDPQMPQ |  | ELALFDQFRE |  | WPDGYVRFIY |
| SSDEKKAQRH |  | LSGWAMRNTN |  | NHNGHILKKS |  | CLGVVVCTQA |  | CTLPDGSRLQ |
| LRPAICDKAR |  | LKQQKKACPN |  | CHSALELIPC |  | RGHSGYPVTN |  | FWRLDGNAIF |
| FQAKGVHDHP |  | RPESKSETEA |  | RRSAIKRQMA |  | SFYQPQKKRI |  | RESEAEENQD |
| SSGHFSNIPP |  | LENPEDFDIV |  | TETSFPIPGQ |  | PCPSFPKSDV |  | YKATCDLATF |
| QGDKMPPFQK |  | YSSPRIYLPR |  | PPCSYELANP |  | GYTNSSPYPT |  | LYKDSTSIPN |
| DTDWVHLNTL |  | QCNVNSYSSY |  | ERSFDFTNKQ |  | HGWKPALGKP |  | SLVERTNHGQ |
| FQAMATRPYY |  | NPELPCRYLT |  | TPPPGAPALQ |  | TVITTTTKVS |  | YQAYQPPAMK |
| YSDSVREVKS |  | LSSCNYAPED |  | TGMSVYPEPW |  | GPPVTVTRAA |  | SPSGPPPMKI |
| AGDCRAIRPT |  | VAIPHEPVSS |  | RTDEAETWDV |  | CLSGLGSAVS |  | YSDRVGPFFT |
| YNNEDF     |  |            |  |            |  |            |  |            |

A: Аланін

C: Цистеїн

D: Аспарагінова кислота

E: Глутамінова кислота

F: Фенілаланін

G: Гліцин

H: Гістидин

I: Ізолейцин

K: Лізин

L: Лейцин

M: Метіонін

N: Аспарагін

P: Пролін

Q: Глутамін

R: Аргінін

S: Серин

T: Треонін

V: Валін

W: Триптофан

Кодований геном білок за функцією належить до білків розвитку. 
Задіяний у таких біологічних процесах, як транскрипція, регуляція транскрипції. 
Білок має сайт для зв'язування з іонами металів, іоном цинку, ДНК. 
Локалізований у ядрі.